# Coupe de France de cyclisme sur route 2025
Cet article traite uniquement de la compétition masculine. Pour les résultats de la compétition féminine, voir Coupe de France féminine de cyclisme sur route 2025.
Navigation
Coupe de France 2024 Coupe de France 2026
La Coupe de France de cyclisme sur route 2025 est la 34e édition de la Coupe de France de cyclisme sur route. Elle débute le 2 février avec le Grand Prix d'ouverture La Marseillaise et se termine le 11 octobre 2025 avec le Tour de Vendée.

## Calendrier
Lors de sa présentation, le calendrier 2025 comporte des ajustements notables. Le nombre total d'épreuves passe de 16 à 18. 
Deux courses historiques sont déprogrammées. La Classic Loire-Atlantique, présente depuis plus de dix ans, n'a pas lieu à cause de manques de financements. Paris-Camembert 2025 une autre course historique présente depuis plus de trente ans n'est plus au programme 2025 parce qu'elle ne respecte plus le cahier des charges édicté par la Ligue nationale de cyclisme.
À l'inverse, quatre manches sont ajoutées au programme 2025. Lors du week-end de Pâques, la Classic Grand Besançon Doubs et le Tour du Jura sont programmés pour la toute première fois de leur histoire. Avec le Tour du Doubs, programmé lors de ce même week-end, ils forment le Triptyque comtois. Le CIC-Mont Ventoux fait aussi sa première apparition au programme de la Coupe de France lors du mois de juin. Mi-Octobre, le Tour de Vendée retrouve sa place de course de clôture de la Coupe de France, après avoir été annulé en 2024 pour des raisons financières.
En 2025, les quatre courses bretonnes (Boucles de l'Aulne, Tour du Finistère, Grand Prix du Morbihan et Tro Bro Leon) sont réorganisées afin de se tenir successivement lors des quatre jours du week-end du 8 mai en raison du décalage des Quatre Jours de Dunkerque. Initialement, ces quatre épreuves étaient prévues lors de deux week-end différents comme en 2024 ou en 2023.
18 manches sont au programme mais finalement 17 manches se disputent en raison de l'annulation du Mont Ventoux Dénivelé Challenges.
Le calendrier de la Coupe de France cycliste masculine 2025 :
| \| # \| Date \| Course \| Classement[10] \| \| -- \| ------------ \| ----------------------------------- \| -------------- \| \| 01 \| 2 février \| Grand Prix La Marseillaise \| Grimpeurs \| \| 02 \| 20 mars \| Grand Prix de Denain \| Sprinteurs \| \| 03 \| 23 mars \| Cholet Agglo Tour \| Sprinteurs \| \| 04 \| 30 mars \| Roue tourangelle \| Sprinteurs \| \| 05 \| 4 avril \| Route Adélie de Vitré \| Sprinteurs \| \| 06 \| 18 avril \| Classic Grand Besançon Doubs \| Grimpeurs \| \| 07 \| 19 avril \| Tour du Jura \| Grimpeurs \| \| 08 \| 20 avril \| Tour du Doubs \| Grimpeurs \| \| 09 \| 8 mai \| Boucles de l'Aulne \| Sprinteurs \| \| 10 \| 9 mai \| Tour du Finistère \| Sprinteurs \| \| 11 \| 10 mai \| Grand Prix du Morbihan \| Sprinteurs \| \| 12 \| 11 mai \| Tro Bro Leon \| Sprinteurs \| \| 13 \| 26 mai \| Mercan'Tour Classic Alpes-Maritimes \| Grimpeurs \| \| \| 17 juin \| CIC-Mont Ventoux \| Grimpeurs \| \| 14 \| 17 août \| Polynormande \| Sprinteurs \| \| 15 \| 14 septembre \| Grand Prix de Fourmies \| Sprinteurs \| \| 16 \| 21 septembre \| Grand Prix d'Isbergues \| Sprinteurs \| \| 17 \| 11 octobre \| Tour de Vendée \| Sprinteurs \| | Localisation des épreuves. |                                     |            |
| # | Date                       | Course                              | Classement |
| 01 | 2 février                  | Grand Prix La Marseillaise          | Grimpeurs  |
| 02 | 20 mars                    | Grand Prix de Denain                | Sprinteurs |
| 03 | 23 mars                    | Cholet Agglo Tour                   | Sprinteurs |
| 04 | 30 mars                    | Roue tourangelle                    | Sprinteurs |
| 05 | 4 avril                    | Route Adélie de Vitré               | Sprinteurs |
| 06 | 18 avril                   | Classic Grand Besançon Doubs        | Grimpeurs  |
| 07 | 19 avril                   | Tour du Jura                        | Grimpeurs  |
| 08 | 20 avril                   | Tour du Doubs                       | Grimpeurs  |
| 09 | 8 mai                      | Boucles de l'Aulne                  | Sprinteurs |
| 10 | 9 mai                      | Tour du Finistère                   | Sprinteurs |
| 11 | 10 mai                     | Grand Prix du Morbihan              | Sprinteurs |
| 12 | 11 mai                     | Tro Bro Leon                        | Sprinteurs |
| 13 | 26 mai                     | Mercan'Tour Classic Alpes-Maritimes | Grimpeurs  |
| | 17 juin                    | CIC-Mont Ventoux                    | Grimpeurs  |
| 14 | 17 août                    | Polynormande                        | Sprinteurs |
| 15 | 14 septembre               | Grand Prix de Fourmies              | Sprinteurs |
| 16 | 21 septembre               | Grand Prix d'Isbergues              | Sprinteurs |
| 17 | 11 octobre                 | Tour de Vendée                      | Sprinteurs |

## Attribution des points

### Classements individuels
Comme depuis 2018, tous les coureurs peuvent marquer des points. Le classement général s'établit par l'addition des points ainsi obtenus. Les coureurs de moins de 25 ans concourent pour le classement du meilleur jeune. Pour l'édition 2025, les modalités d'attribution des points par épreuves ont été revues. Les vingt premiers de chaque épreuve inscrivent des points au classement général, contre seulement les quinze premiers lors des éditions précédentes. Le nouveau règlement de la Coupe de France et le barème précis n'a pas été encore communiqué.
Deux autres classements individuels font leur apparitions en 2025 : le Classement des Grimpeurs et le Classement des Sprinteurs. Ces deux classements sont aussi ouverts à tous les participants. Pour établir ces deux classements, chaque épreuve au programme de la Coupe de France 2025 est catégorisée soit pour le classement Grimpeur soit pour le classement Sprinteur. À chaque course, les dix premiers coureurs se verront attribués des points en fonction de la dite catégorie. 
| Position                        | 1er | 2e | 3e | 4e | 5e | 6e | 7e | 8e | 9e | 10e | 11e                                        | 12e                                        | 13e                                        | 14e                                        | 15e                                        | 16e                                        | 17e                                        | 18e                                        | 19e                                        | 20e                                        |
| Points Classement Général       | 70  | 55 | 45 | 35 | 30 | 25 | 20 | 15 | 10 | 5   | 3                                          | 3                                          | 3                                          | 3                                          | 3                                          | 3                                          | 3                                          | 3                                          | 3                                          | 3                                          |
| Points Classement des Grimpeur  | 70  | 55 | 45 | 35 | 30 | 25 | 20 | 15 | 10 | 5   | points attribués seulement aux 10 premiers | points attribués seulement aux 10 premiers | points attribués seulement aux 10 premiers | points attribués seulement aux 10 premiers | points attribués seulement aux 10 premiers | points attribués seulement aux 10 premiers | points attribués seulement aux 10 premiers | points attribués seulement aux 10 premiers | points attribués seulement aux 10 premiers | points attribués seulement aux 10 premiers |
| Points Classement des Sprinteur | 70  | 55 | 45 | 35 | 30 | 25 | 20 | 15 | 10 | 5   | points attribués seulement aux 10 premiers | points attribués seulement aux 10 premiers | points attribués seulement aux 10 premiers | points attribués seulement aux 10 premiers | points attribués seulement aux 10 premiers | points attribués seulement aux 10 premiers | points attribués seulement aux 10 premiers | points attribués seulement aux 10 premiers | points attribués seulement aux 10 premiers | points attribués seulement aux 10 premiers |

### Classement par équipes
Le classement par équipes garde une mécanique similaire aux éditions précédentes. Lors de chaque course, on additionne les places des trois premiers coureurs de chaque équipe afin d'obtenir un score d'équipe. Ce score trié en ordre croissant détermine le classement par épreuves. Cependant, les annonces effectuées manque de précisions sur les modalités de comptage d'une épreuve à l'autre. Ces faits seront précisés à la sortie du règlement de la Coupe. 

## Résultats
| #  | Date         | Course                                     | Vainqueur                 | Équipe                     | Leader du classement individuel | Leader du classement des jeunes | Leader du classement par équipes | Leader du classement des Sprinteurs | Leader du classement des Grimpeurs |
| -- | ------------ | ------------------------------------------ | ------------------------- | -------------------------- | ------------------------------- | ------------------------------- | -------------------------------- | ----------------------------------- | ---------------------------------- |
| 01 | 02 février   | Grand Prix La Marseillaise (2025)          | Valentin Ferron           | Cofidis                    | Valentin Ferron                 | Paul Seixas                     | Cofidis                          | Course Grimpeur, pas d'attribution  | Valentin Ferron                    |
| 02 | 20 mars      | Grand Prix de Denain (2025)                | Matthew Brennan           | Visma-Lease a Bike         | Matthew Brennan                 | Matthew Brennan                 | Cofidis                          | Matthew Brennan                     | Valentin Ferron                    |
| 03 | 23 mars      | Cholet Agglo Tour (2025)                   | Lukáš Kubiš               | Unibet Tietema Rockets     | Lukáš Kubiš                     | Paul Seixas                     | Unibet Tietema Rockets           | Lukáš Kubiš                         | Valentin Ferron                    |
| 04 | 30 mars      | Roue Tourangelle (2025)                    | Erlend Blikra             | Uno-X Mobility             | Erlend Blikra                   | Sergi Darder                    | Unibet Tietema Rockets           | Erlend Blikra                       | Valentin Ferron                    |
| 05 | 04 avril     | Route Adélie de Vitré (2025)               | Stian Fredheim            | Uno-X Mobility             | Stian Fredheim                  | Stian Fredheim                  | Unibet Tietema Rockets           | Stian Fredheim                      | Valentin Ferron                    |
| 06 | 18 avril     | Classic Grand Besançon Doubs (2025)        | Guillaume Martin-Guyonnet | Groupama-FDJ               | Stian Fredheim                  | Stian Fredheim                  | Unibet Tietema Rockets           | Stian Fredheim                      | Guillaume Martin-Guyonnet          |
| 07 | 19 avril     | Tour du Jura (2025)                        | Guillaume Martin-Guyonnet | Groupama-FDJ               | Guillaume Martin-Guyonnet       | Stian Fredheim                  | Groupama-FDJ                     | Stian Fredheim                      | Guillaume Martin-Guyonnet          |
| 08 | 20 avril     | Tour du Doubs (2025)                       | Mattéo Vercher            | TotalEnergies              | Guillaume Martin-Guyonnet       | Johannes Kulset                 | Groupama-FDJ                     | Stian Fredheim                      | Guillaume Martin-Guyonnet          |
| 09 | 08 mai       | Boucles de l'Aulne (2025)                  | Lewis Askey               | Groupama-FDJ               | Guillaume Martin-Guyonnet       | Brieuc Rolland                  | Groupama-FDJ                     | Clément Venturini                   | Guillaume Martin-Guyonnet          |
| 10 | 09 mai       | Tour du Finistère (2025)                   | Aubin Sparfel             | Decathlon AG2R La Mondiale | Guillaume Martin-Guyonnet       | Brieuc Rolland                  | Groupama-FDJ                     | Clément Venturini                   | Guillaume Martin-Guyonnet          |
| 11 | 10 mai       | Grand Prix du Morbihan (2025)              | Benoît Cosnefroy          | Decathlon AG2R La Mondiale | Clément Venturini               | Brieuc Rolland                  | Groupama-FDJ                     | Clément Venturini                   | Guillaume Martin-Guyonnet          |
| 12 | 11 mai       | Tro Bro Leon (2025)                        | Bastien Tronchon          | Decathlon AG2R La Mondiale | Clément Venturini               | Brieuc Rolland                  | Groupama-FDJ                     | Clément Venturini                   | Guillaume Martin-Guyonnet          |
| 13 | 26 mai       | Mercan'Tour Classic Alpes-Maritimes (2025) | Cristian Rodríguez        | Arkéa-B&B Hotels           | Clément Venturini               | Brieuc Rolland                  | Groupama-FDJ                     | Clément Venturini                   | Guillaume Martin-Guyonnet          |
| 14 | 17 août      | Polynormande (2025)                        | Nicolas Prodhomme         | Decathlon AG2R La Mondiale | Clément Venturini               | Brieuc Rolland                  | Groupama-FDJ                     | Clément Venturini                   | Guillaume Martin-Guyonnet          |
| 15 | 14 septembre | Grand Prix de Fourmies (2025)              | [[]]                      | [[]]                       | [[]]                            | [[]]                            | [[]]                             | [[]]                                | [[]]                               |
| 16 | 21 septembre | Grand Prix d'Isbergues (2025)              | [[]]                      | [[]]                       | [[]]                            | [[]]                            | [[]]                             | [[]]                                | [[]]                               |
| 17 | 11 octobre   | Tour de Vendée (2025)                      | [[]]                      | [[]]                       | [[]]                            | [[]]                            | [[]]                             | [[]]                                | [[]]                               |

## Classement
Le classement final est le suivant: 
| Rang | Coureur | Score |
| ---- | ------- | ----- |